# Valle de Tafí

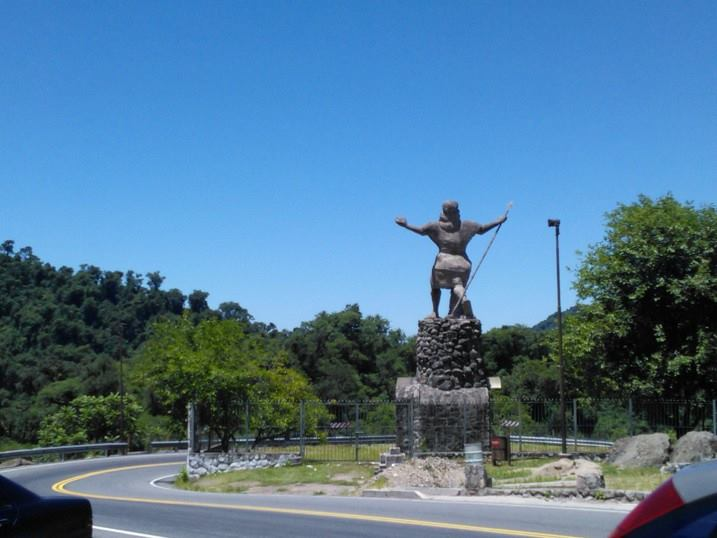
Foto de la Estatua del Indio, ciudad del Tafí del Valle. Provincia de Tucumán

El Valle de Tafí está ubicado al oeste de la provincia de Tucumán. Es el lugar turístico más importante de la provincia y el paso obligado entre los Valles Calchaquíes al noroeste y las llanuras tucumanas al sureste.

## Toponimia
El origen del nombre Tafí tiene varias versiones. Una de ellas hace referencia la palabra de origen cacán ("diaguita")  Tafingastaque significa «Valle de Tafí». Según otra versión, el nombre proviene de otra palabra de origen diaguita, Taktikllakta que significa «Pueblo de entrada espléndida».

## Geografía
Está ubicado al oeste de la provincia, entre las Sierras del Aconquija y las Cumbres de Tafí, constituyendo el límite norte de las Sierras Pampeanas.
Tiene una superficie de 360 km² y está a una altitud de 2.000 m s. n. m.
Posee un clima que va de frío y seco con heladas y nevadas en invierno, a templado en verano. Su principal característica es la nubosidad que corona las cimas de las montañas.

Entre los cordones montañosos se ubican importantes pasos de diferentes alturas que relacionan al valle con las zonas adyacentes. Una de las principales vías naturales de comunicación se encuentra al sureste de este valle y es la Quebrada de Los Sosa que lo une a la llanura o pampa Tucumana mientras que por el extremo noroeste el Abra del Infiernillo (de 3.042 m s. n. m.) comunica al valle de Tafí con el valle de Yocavil que es el segmento sur de los Valles Calchaquíes.

## Localidades

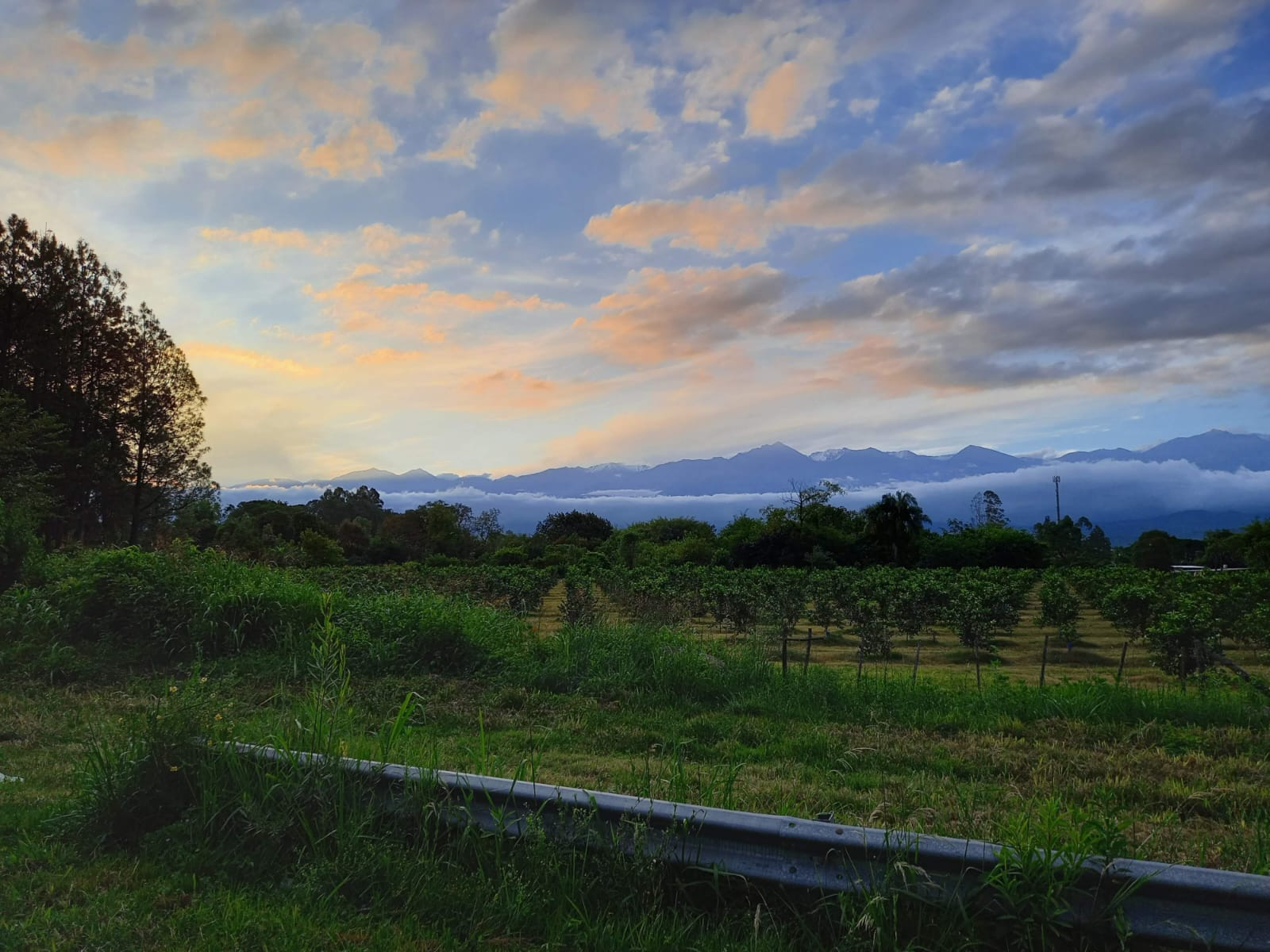
Caminos a los Valles. Imponente por su Flora y Fauna. Un lugar mágico para descansar.

En el valle se encuentran dos localidades principales: El Mollar y Tafí del Valle.